# Петрешти (Корбиј Мари)
Петрешти (рум. Petrești) насеље је у Румунији у округу Дамбовица у општини Корбиј Мари. Oпштина се налази на надморској висини од 145 m.

## Становништво
Према подацима из 2011. године у насељу је живело 787 становника.